# Meic Lochlann
Les Meic Lochlann, également dénommés Mic Lochlainn, et Mac Lochlainn, sont une lignée dominante du Cenél nEógain,
une branche des Uí Néill. Les Meic Lochlainn sont issus de Domnall mac Áeda (mort en 915), fils de l'Ard ri Erenn Áed Findliath. Un autre fils de ce dernier est Niall Glúndub l'ancêtre éponyme des Ua Néill. Comme descendants de Domnall Dabaill, les Meic Lochlainn sont d'abord connus sous le nom de Clann Domnaill ou Clann Domhnaill.

## Historique
L'éponyme à qui ils doivent leur surnom de Meic Lochlainn; Mac Lochlainn, Ua Lochlainn, Ó Lochlainn;
est Lochlann mac Máelsechnaill, roi d'Inishowen (mort en 1023). Ce surnom n'est pas le résultat de la prééminence de
Lochlann, mais une conséquence des remarquables succès de son petit-fils, Domnall MacLochlainn (mort en 1121).
Domnall règne comme Ard ri Erenn pendant vingt ans. Il a comme successeur roi de Tír nEógain son fils, Niall. Le petit-fils de Domnall, Muirchertach (mort en 1166), est également Ard ri Erenn. Après la mort de ce dernier le pouvoir des Meic Lochlainn s'effondre. À la suite de la conquête de l'Ulaid par John de Courcy, Le fils de Muirchertach, Niall (mort en 1176), s'allie avec les Ulaid contre les envahisseurs. En 1215, Áed Mac Lochlainn est tué en combattant les Uí Catháin, une famille de l'actuel comté de Londonderry.
En 1235, Domnall Mac Lochlainn s’empare de la royauté de Tír nEógain au détriment d'un Ua Néill. Bien qu'il remporte des succès contre les anglo-normands, il est ensuite défait en 1241 par Brian Ua Neill et Máelsechnaill Ua Domnaill, roi de Tír Conaill. La dépossession virtuelle de la souveraineté des Meic Lochlainn à la suite de cette défaite implique que la famille est définitivement éclipsée par le lignée rivale des Ua Néill. Bien qu'ils soient encore mentionnés comme petits seigneurs les Meic Lochlainn, sont une famille déchue perdant même leur seigneurie patrimoniale d'Inishowen qui passe à la famille Ua Dochartaigh. En 1601, deux membres de la lignée des Meic Lochlann sont mentionnés à Inishowen: Hugh Carrogh, decrit comme "chef de son sept", qui contrôle le château de Carrickmaquigley; et Brian Óg, possesseur de celui de Garnigall.

### Sources
- (en) FJ Byrne, Irish Kings and High-Kings, Dublin, Four Courts Press, coll. « Four Courts History Classics », 2001 (ISBN 1-85182-552-5)
- (en) S Duffy, The World of the Galloglass: Kings, Warlords and Warriors in Ireland and Scotland, 1200–1600, Dublin, Four Courts Press, 2007, 1–23 p. (ISBN 978-1-85182-946-0), « The Prehistory of the Galloglass »
- (en) (en) PC Griffin, The Mac Lochlainn High-Kingship in Late Pre-Norman Ireland, Trinity College, Dublin, 2002 (lire en ligne)
- (en) D McGettigan, Medieval Ireland: An Encyclopedia, New York, Routledge, 2005, 294–295 p. (ISBN 0-415-94052-4), « Mac Lochlainn »
- (en) B Ó Cuív, Settlement and Society in Medieval Ireland: Studies Presented to F.X. Martin, Kilkenny, Boethius Press, coll. « Irish Studies », 1988, 79–88 p. (ISBN 0863141439), « Personal Names as an Indicator of Relations Between Native Irish and Settlers in the Viking Period »
- (en) D Ó Murchadha, « Nationality Names in the Irish Annals », Nomina, vol. 16,‎ 1992–1993, p. 49–70 (ISSN 0141-6340, lire en ligne [PDF])
- (en) T.W. Moody F.X. Martin F.J. Byrne A new history of Ireland Tome IX "Maps, Genealogies, Lists a companion to irish history.Part II Oxford University Press réédition 2011  (ISBN 9780199593064) « Northern Ui Neill : Mac Lochlainn Kings of Cenél nEogain 1083-1241», p. 129 & 195.